# هیئت اعزامی النبرگ

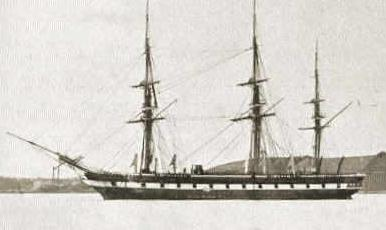

هیئت اعزامی النبرگ (انگلیسی: Eulenburg expedition) یک هیئت دیپلماتیک در سال های ۱۸۵۹–۱۸۶۲ به مدیریت فردریک آلبرشت زو النبرگ از طرف پروس و زولورین (بخشی از آلمان) بود. هدف این هیئت برقراری روابط دیپلماتیک و تجاری با چین، ژاپن و تایلند بود.